# الصكادمة (أولاد الحاج)
الصكادمة هو دُوَّار يقع بجماعة لمعاشات، إقليم آسفي، جهة مراكش آسفي في المملكة المغربية. ينتمي الدوّار لمشيخة أولاد الحاج التي تضم 4 دواوير. يقدر عدد سكانه بـ 1275 نسمة حسب الإحصاء الرسمي للسكان والسكنى لسنة 2004.

## روابط خارجية
- البوابة الوطنية للجماعات الترابية
- المندوبية السامية للتخطيط